# .hack
.hack er en japansk franchise, som dækker to multimediaprojekter: Project .hack og .hack Conglomerate. Begge projekter er udgivet af Bandai og hovedsageligt lavet/udviklet af CyberConnect2.

## Projekter

### Project .hack
Project .hack var den første generation af .hack-serien. Den blev lanceret i 2002 med PlayStation 2-spillet .hack//Infection og anime-serien .hack//Sign. Udviklerne på projektet inkluderede Koichi Mashimo, Kazunori Ito og Yoshiyuki Sadamoto. Siden da har Project .hack bredt sig til fjernsyn, videospil, manga, noveller og endda samlerkortspil.

### .hack Conglomerate
.hack Conglomerate er efterfølgeren til Project .hack og er samtidig gruppen bag det andet kapitel af serien. Denne gruppe inkluderer firmaerne Victor Entertainment, Nippon Cultural Broadcasting, Bandai, TV Tokyo, og Kadokawa Shoten. Den består af blandt andet 3 PlayStation 2-spil kaldet .hack//G.U., en anime-serie kaldet .hack//Roots, bøger og manga.